# Tar-Telperiën
Tar-Telperiën es un personaje ficticio que pertenece al legendarium del escritor británico J. R. R. Tolkien. Es una Dúnadan, primogénita del rey Tar-Súrion y hermana de Isilmo, nació en el año 1320 de la Segunda Edad del Sol en la isla de Númenor. 
Su padre le cedió el cetro en el año 1556 S. E., convirtiéndose en la segunda reina regente de Númenor y la décima en total. Vivió muchos años y se negó a casarse, por lo que tras su muerte, acontecida en el año 1731 S. E., el cetro pasó a su sobrino Minastir. 
Durante su reinado, Sauron engaño a los elfos de Eregion para construir los Anillos de Poder, mientras él en secreto elaborada el Anillo Único para controlar a los demás. El príncipe Minastir envió una gran flota a Lindon en ayuda del elfo Gil-galad.

## Etimología
Los reyes de Númenor tomaban sus títulos en la lengua quenya desde su fundación, aunque años después, Ar-Adûnakhôr, el vigésimo rey, prohibió el uso de las lenguas élficas en el reino y adoptó su título en adûnaico, la lengua númenóreana. El nombre de Telperiën puede traducirse de diferentes formas, según el significado de los términos que lo componen:
- Telpe-: palabra telerin procedente de telep-, que significa «plata».
- La inserción de -r-, en lugar de Telpien, no es interpretable.
- -ien: sufijo de género femenino.

Por tanto, el nombre puede significar «la plateada» o «la de plata».